# Luis Zambrano
Luis Richard Zambrano Chávez (20 marzo 1967) è un ex calciatore cileno, di ruolo attaccante.